# گرامبلینگ (لوئیزیانا)
گرامبلینگ (به انگلیسی: Grambling) شهری در ایالت لوئیزیانا کشور ایالات متحده آمریکا است که جمعیت آن در سرشماری سال ۲۰۱۰ میلادی، ۴٬۹۴۹ نفر بوده‌است.